# Who Do You Trust?
Who Do You Trust? es el décimo álbum de estudio de la banda estadounidense Papa Roach. Fue lanzado el 18 de enero de 2019 a través de Eleven Seven Music. El primer sencillo del álbum "Who Do You Trust? / Renegade Music" fueron lanzado el 5 de octubre de 2018.

## Promoción
"Renegade Music" y la canción "Who Do You Trust?" fueron lanzados el 5 de octubre de 2018 y Loudwire calificó al primero como "un nuevo himno" y al segundo como "agresivo y pegadizo". "Not the Only One" acompañó el lanzamiento de los detalles del álbum.

## Lista de canciones
| N.º | Título              | Duración |  |
| 1.  | «The Ending»        | 3:29     |  |
| 2.  | «Renegade Music»    | 3:29     |  |
| 3.  | «Not the Only One»  | 3:25     |  |
| 4.  | «Who Do You Trust?» | 3:16     |  |
| 5.  | «Elevate»           | 3:11     |  |
| 6.  | «Come Around»       | 3:30     |  |
| 7.  | «Feel Like Home»    | 3:10     |  |
| 8.  | «Problems»          | 3:03     |  |
| 9.  | «Top of the World»  | 3:53     |  |
| 10. | «I Suffer Well»     | 1:21     |  |
| 11. | «Maniac»            | 3:20     |  |
| 12. | «Better Than Life»  | 3:21     |  |

## Personal
Papa Roach
- Jacoby Shaddix – voz
- Jerry Horton – guitarra, coros
- Tobin Esperance – bajo, coros, programación
- Tony Palermo – batería, percusión